# Gadjo Dilo – främlingen
Gadjo Dilo - Främlingen (Gadjo Dilo) är en fransk/rumänsk film från 1997 regisserad av Tony Gatlif (även filmmanus), som den sista filmen i hans trilogi om romer. 
Stéphane kommer till Rumänien från Paris för att leta efter sångerskan Nora Luca, med hjälp av ett gammalt kassettband. I sitt sökande hamnar han i en romsk by, där han blir kvar i tron på att människorna där vet vem han letar efter.